# Павловка (Татарстан)
 Павловка  — деревня в Черемшанском районе Татарстана. Входит в состав Шешминского сельского поселения.

## География
Находится в южной части Татарстана на расстоянии приблизительно 17 км по прямой на запад-северо-запад от районного центра села Черемшан.

## История
Основана в 1920-х годах.

## Население
Постоянных жителей было: в 1926—145, в 1949—119, в 1958—118, в 1970—114, в 1979 — 84, в 1989 — 45, в 2002 − 21 (русские 63 %, чуваши 33 %), 14 в 2010.